# ファイアーウインド
ファイアーウインド（Firewind）は、ギリシャ出身のパワーメタル・バンド。
同国の技巧派ギタリスト、ガス・Gが率いるグループで知られる。バンド名はウリ・ジョン・ロートのバンド、エレクトリック・サンの2ndアルバムに由来する。

## 略歴

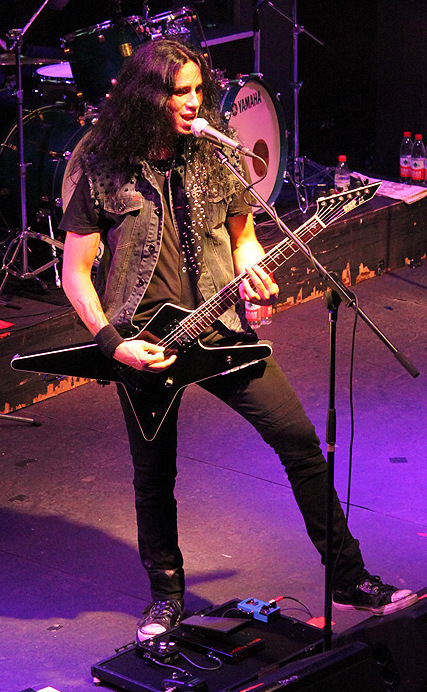
創設者 ガス・G (2012年)

「ミスティック・プロフェシー」「ドリーム・イーヴル」「ナイトレイジ」を掛け持ちしていた実力派ギタリスト、ガス・G.が中心になり、1998年に発足。当人の仕事が一段落した2002年から本格始動した。メンバーはギリシャ人が中心だが、頻繁にメンバーチェンジが繰り返されている。
その後もガス・G.は多忙であったが、2005年リリースの3rdアルバム『Forged by Fire』以降に、ファイアーウインドの専念を表明する。
2006年、4thアルバム『Allegiance』をリリース。同年にロックフェス「LOUD PARK」出演による来日。翌年10月には、「キャメロット」と共に来日公演を行う。
2009年、ガス・G.が「オジー・オズボーン」バンドのギタリスト就任のビッグチャンスを掴むが、ファイアーウインドの活動も継続が決定。翌年に6thアルバム『Days Of Defiance』をリリースする。
2012年、7thアルバム『Few Against Many』をリリース。
2013年1月、2006年よりリード・ボーカルを担当してきたアポロ・パパサナシオが脱退し、その後のツアーには、ケリー・サンダウン・カーペンターがサポートとして参加した。
2015年、ヘニング・バッセが正規ボーカリストとして復帰。

## メンバー

### 現ラインナップ
- ハービー・ラングハンス (Herbie Langhans) - ボーカル (2020- )
ドイツ出身。ビヨンド・ザ・ブリッジ、ラディアント、ザ・ライトブリンガー・オヴ・スウェーデン、ウィスパーズ・イン・クリムゾン、セヴンス・アヴェニュー、シンブリード、シンフォニティーなどでも活動。ギタリストとしての活動もある。
- ガス・G (Gus G.) - リードギター (1998– )
ナイトレイジ、ミスティック・プロフェシー、ドリーム・イーヴル、オジー・オズボーンでも活動。
- ペトロス・クリスト (Petros Christo) - ベース (2003- )
ブレイキング・サイレンスでも活動。
- ヨハン・"ジョー"・ニューンツ (Johan "Jo" Nunez) - ドラムス (2011- )
ベルギー出身。キャメロット、ナイトレイジ、メリディアン・ドーン、アバウト：ブランク、スーサイド・オヴ・デーモンズなどでも活動。

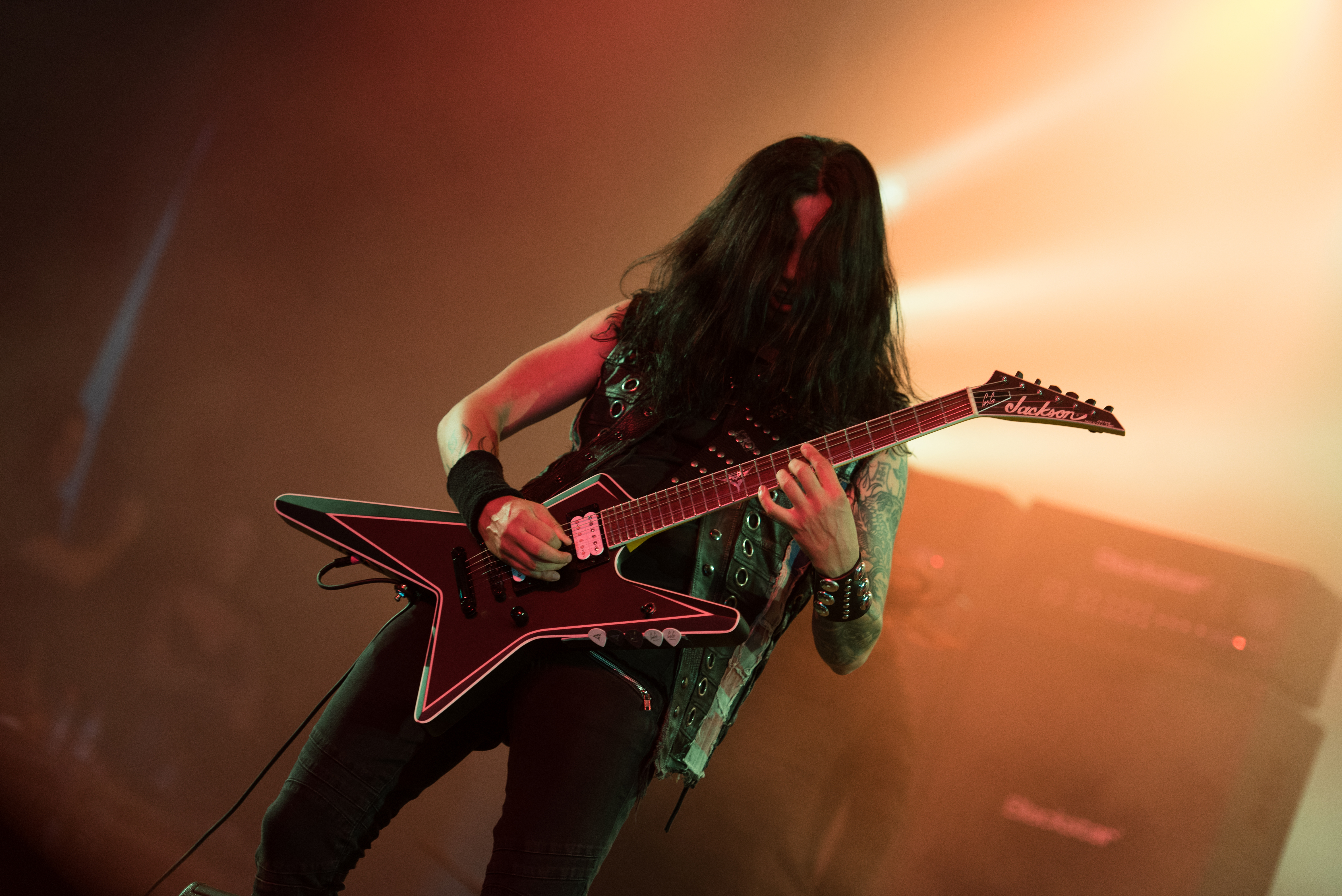
ガス・G.(G) 2018年
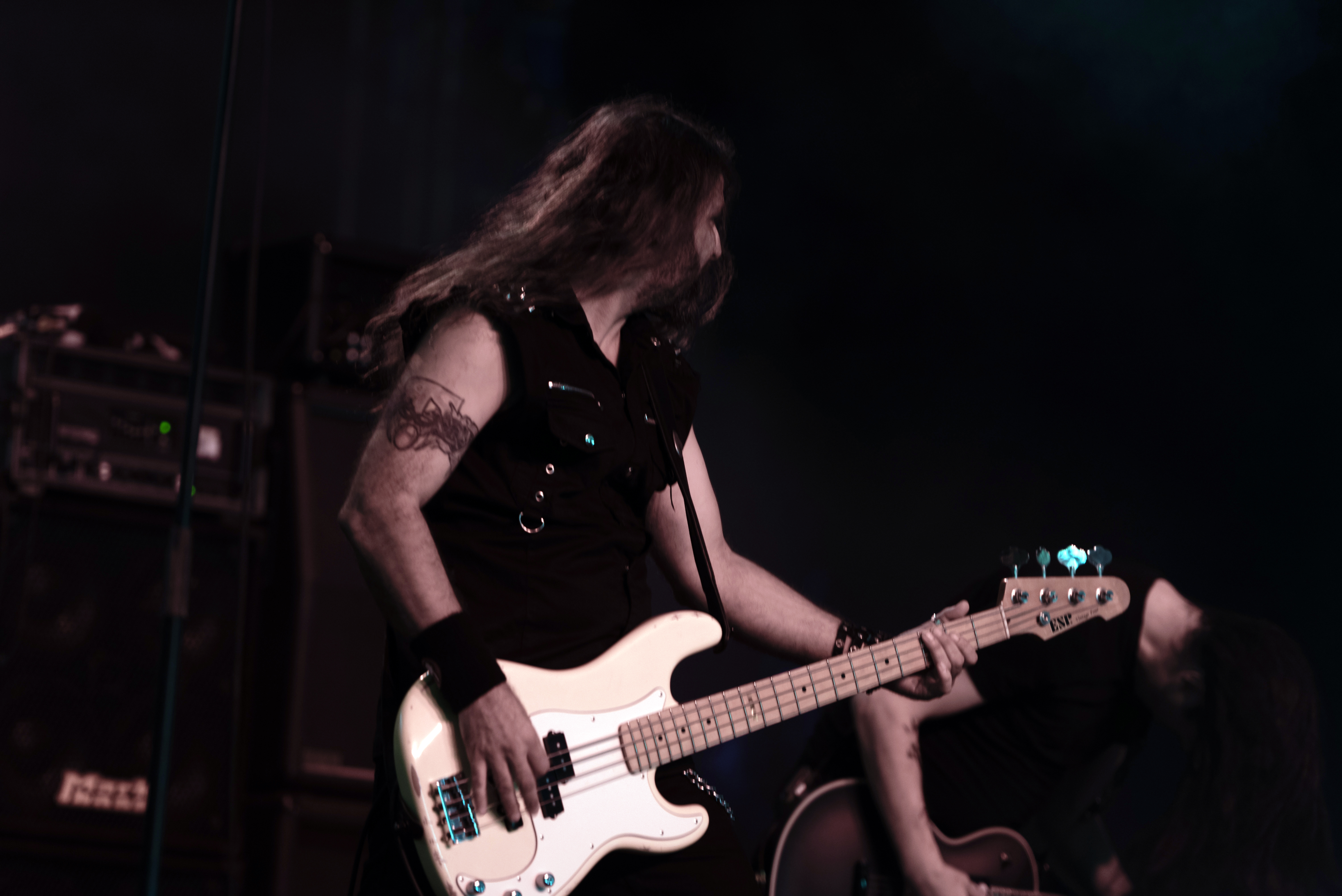
ペトロス・クリスト(B) 2018年
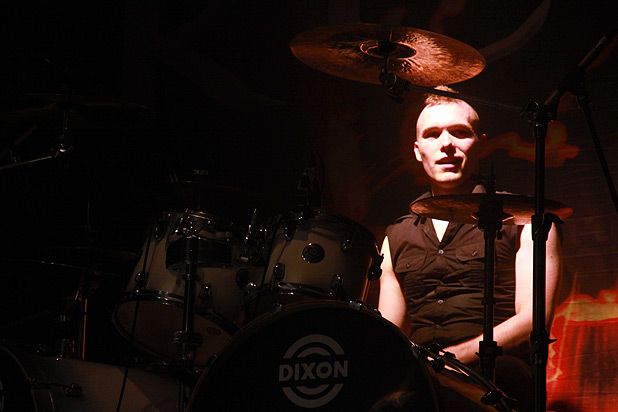
ジョー・ニューンツ(Ds) 2012年

### 旧メンバー
- ブランドン・ペンダー (Brandon Pender) - ボーカル (1998)
アメリカ合衆国出身。
- ステファン・フレドリック (Stephen Fredrick) - ボーカル (2002-2004)
アメリカ合衆国出身。ケンジナー、キンリック、スパイクなどでも活動。
- チティ・ソマパラ (Chity Somapala) - ボーカル (2004-2006)
スリランカ出身。パワー・クエスト、レッド・サーキット、アヴァロン、シヴィライゼーション・ワン、コート・ジェスター、ムーンライト・アゴニーなどでも活動。
- アポロ・パパサナシオ (Apollo Papathanasio) - ボーカル (2006–2013)
スウェーデン出身。スピリチュアル・ベガーズ、ガーデニアン、イーヴル・マスカレード、タイム・レクイエム、メデューザ、マジェスティック、サンダリナス、アーテュリアス、ウィー・ウィル・ザ・デッドなどでも活動。
- ヘニング・バッセ (Henning Basse) - ボーカル (サポート2007, 正規2015-2020)
ドイツ出身。ホレンター、ヒプノサイド、オルフェウス・ブレード、マヤン、メタリウム、サンズ・オヴ・シーズンズなどでも活動。
- コンスタンティン (Konstantine) - ベース (2002-2003)
- ボブ・カティオニス (Bob Katsionis) - キーボード/リズムギター (2004-2020)
ナイトフォール、レヴォリューション・ルネッサンス、アウトラウド、テオ・ロス、イマジナリー、カルミック・リンク、ミラージュ、パーペチュアル、シリアス・ブラック、スター・クイーンなどでも活動。
- マット・スカーフィールド (Matt Scurfield) - ドラムス (1998)
アメリカ合衆国出身。イヴェント、ザ・レイン・オヴ・テラーなどでも活動。
- ブライアン・ハリス (Brian Harris) - ドラムス (2002-2003)
アメリカ合衆国出身。ダーコロジー、フォール・ステンチ、ザ・リーファー・ハット、ケンジナー、セヴン・セラフィム、ストラクチャー・オヴ・インヒューマニティ、ヴェイングローリー、ザニスターなどでも活動。
- スティアン・クリストファーセン (Stian L. Kristoffersen) - ドラムス (2003-2006)
ノルウェー出身。カステイン、ペイガンズ・マインド、ディメンジョン・F3H、ヨルンなどでも活動。
- マーク・クロス (Mark Cross) - ドラムス (2006-2010)
イギリス出身。アット・ヴァンス、ハロウィン、ナイトフォール、ゴッズ・アーミー、タワー・オヴ・バベル、メタリウム、アウトラウドなどでも活動。
- ミヒャエル・エーレ (Michael Ehré) - ドラムス (2010-2011)
ドイツ出身。ガンマ・レイ、プライマル・フィア、ザ・ユニティー、メタリウム、マーダー・ワンなどでも活動。

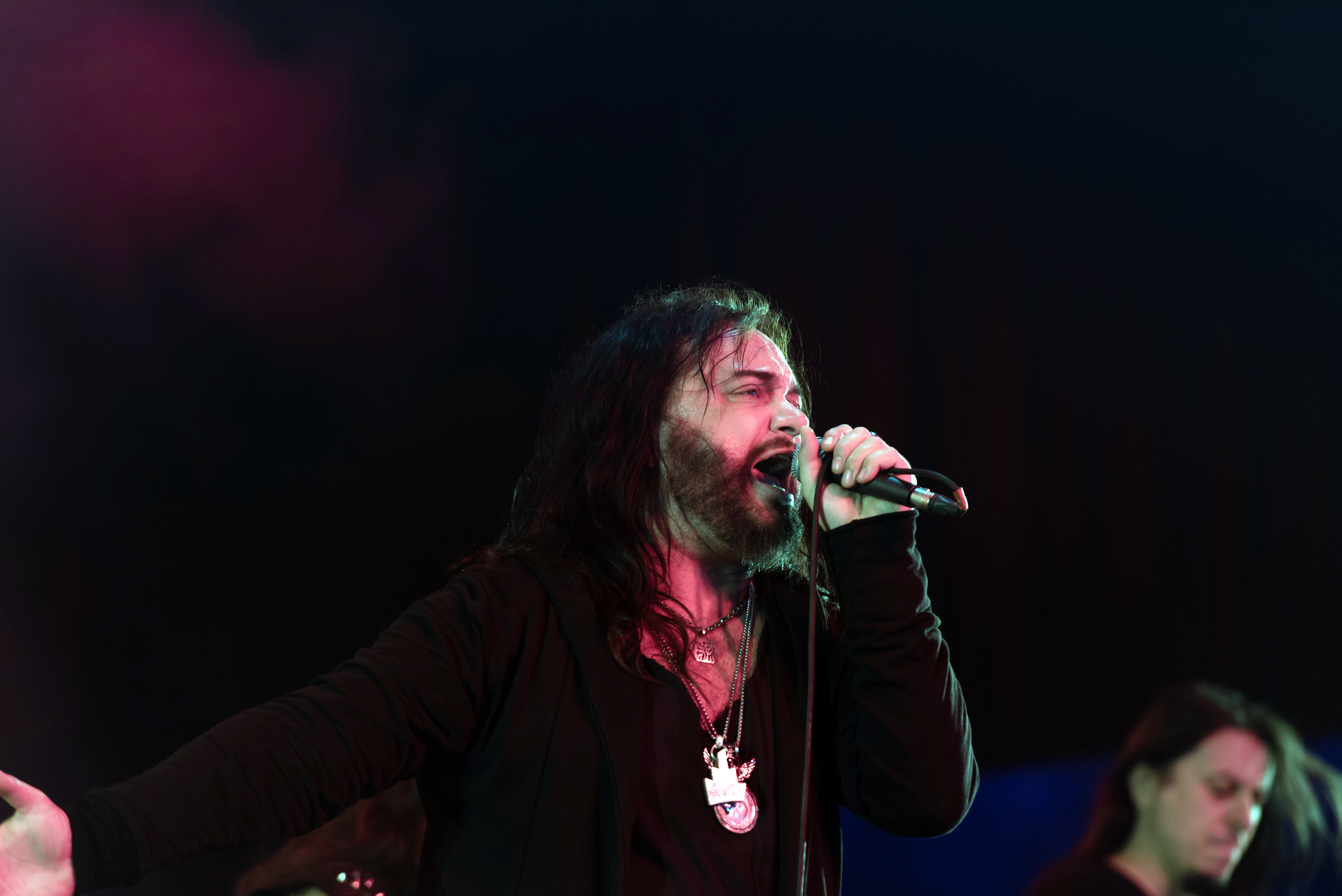
ヘニング・バッセ(Vo) 2018年
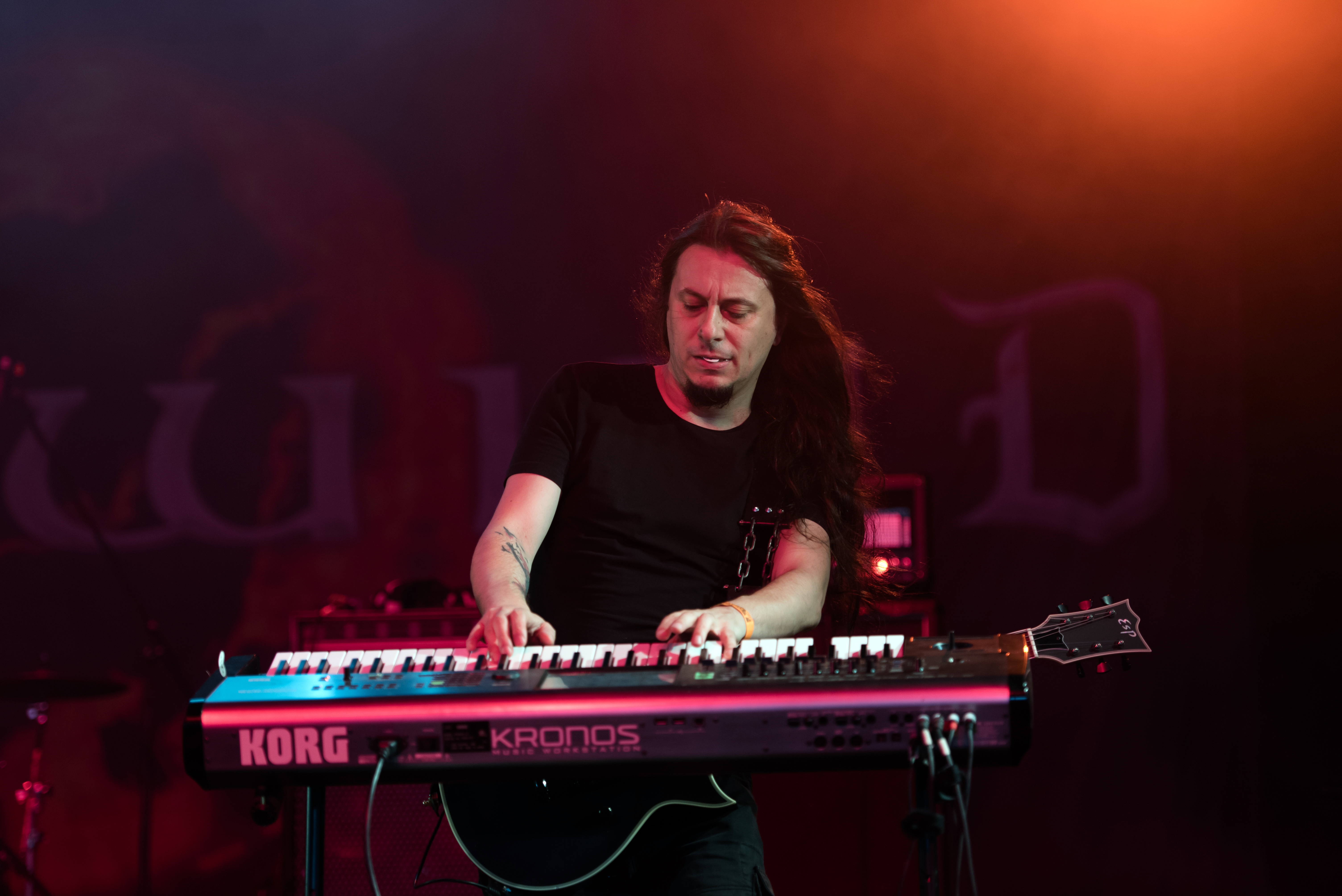
ボブ・カティオニス(Key) 2018年

### サポート・メンバー
- マッツ・レヴン (Mats Levén) - ボーカル (2011)
- ケリー・"サンダウン"・カーペンター (Kelly "Sundown" Carpenter) - ボーカル (2013-2015)
- マリオス・イリオポウロス (Marios Iliopoulos) - ベース (2010)
- フォティス・ベナルド (Fotis Benardo) - ドラムス (2005)

## ディスコグラフィー

### スタジオ・アルバム
- ビトゥイーン・ヘヴン・アンド・ヘル - Between Heaven and Hell（2002年）
- バーニング・アース - Burning Earth（2003年）
- フォージド・バイ・ファイア - Forged by Fire（2005年）
- アリージェンス - Allegiance（2006年）
- ザ・プリモニション - The Premonition（2008年）
- デイズ・オヴ・ディファイアンス - Days Of Defiance（2010年）
- フュー・アゲインスト・メニー - Few Against Many（2012年）
- 不滅神話 - Immortals（2017年）

### ライヴ・アルバム
- ライヴ・プリモニション - Live Premonition（2008年）